# لهونتسه
لونتشی (به لاتین: Lhuntse) یک منطقهٔ مسکونی در بوتان (کشور) است که در Lhuntse District واقع شده‌است.